# Valdelagua del Cerro
Valdelagua del Cerro és un municipi de la província de Sòria, a la comunitat autònoma de Castella i Lleó.